# Csabaszabadi
Csabaszabadi község Békés vármegye Békéscsabai járásában.

## Fekvése
Békéscsabától délnyugatra, 15 km-re  Békéscsaba és Csanádapáca között fekvő település. Szomszédai: észak felől Telekgerendás, északkelet felől Békéscsaba, kelet felől Újkígyós, délkelet felől Pusztaottlaka, dél felől Medgyesbodzás, délnyugat felől Csanádapáca, nyugat-északnyugat felől pedig Gerendás.

### Megközelítése
A településen északkelet-délnyugati irányban végighalad a Békéscsaba és Makó közt húzódó 4432-es út, ezen közelíthető meg mindkét végponti város felől, illetve ez tekinthető a falu főutcájának is. Pusztaottlakával és Medgyesbodzással a 4436-os út köti össze, illetve áthalad a területén, a központjától északra a Gyula és Csorvás közt húzódó 4431-es útis.

## Története
Csabaszabadi a Békéscsaba környékén fekvő tanyavilágból alakult település. A török után elnéptelenedett Alföldi területeket, Békés vármegyét Harruckern János György császári-királyi hadélelmezési biztos telepítette be, felvidéki szlovák ajkú evangélikus jobbágyokkal. Legelőbb a Kereki részen alakult ki az erre a vidékre oly jellegzetes tanyavilág. Az egész Gerendási rész óriási legelő maradt egészen 1845-ig. 1846-ban egy része gróf Apponyi Györgynek jutott, a legelő másik része a csabai lakosoké lett. Az 1945. évi földosztással elkezdődött az az időszak, amikor a nagy határú helységek is tovább osztódtak és új települések jöttek létre, így alakult ki Csabaszabadi is. A rendszerváltás után a helyi lakosság kezdeményezésére népszavazáson döntöttek arról az itt élők, hogy felhagyva a nagy városi peremkerületi státusszal, önálló kistelepülésként próbálnak javítani helyzetükön. Csabaszabadit 1993. április 29-én Göncz Árpád köztársasági elnök 1993. július 1-jével önálló településsé nyilvánította.
Csabaszabadi címere: 1996. június 22-én avatták fel Csabaszabadi új címerét és zászlaját a település önállóvá válásának 3. évfordulójának tiszteletére. A címer Patai János munkája, a zászló pedig Erdeiné Magyarfalvi Máriáé. A címerpajzs hármas tagozódású, az egyes részeket három, a címerpajzs „szíve” felé törekvő aranypólya választja el. Az egy pontban összefutó aranyszalagok a történelmi Magyarország idején, a Csabaszabadi község határában lévő hármas megyehatárt szimbolizálják. Az aranypólyák által határolt felső címermező kék színű, benne 16-sugarú arany nap, amely az örökös megújulást jelképezi, utal mindazokra a változásokra, amelyek a 18. századi Gerendási pusztától a mai virágzó község megalakulásáig történtek. A kék mező a település közigazgatási területére letelepített szlovák anyanyelvű ősökre utal. A zöld szín szimbolizálja a múltban volt hatalmas pusztát és a jelen mezőgazdaságát, a mezőben a község jelképeként is felfogható harangláb Csabaszabadi község önállóságának szimbóluma, a bal oldali mezőben látható arany búzakalászok azt jelentik, hogy a község lakóinak megélhetőségét mindig a mezőgazdaság adta. A szívpajzs az 1700-as évek második felétől a község közigazgatási területén élő, itt mindig is meghatározó szerepet betöltő Beliczey-család címer állatát, a hiúzt foglalja magába.

## Közélete

### Polgármesterei
| Polgármester | Polgármester        | Polgármester | Megjegyzés                             |
| ------------ | ------------------- | ------------ | -------------------------------------- |
| 1990–1994    | Kesjár Mátyás       | független    |                                        |
| 1994–1998    | Kesjár Mátyás       | független    |                                        |
| 1998–2002    | Szabó Vilmosné      | független    |                                        |
| 2002–2004    | Szabó Vilmosné      | független    | a képviselő-testület feloszlatta magát |
| 2005–2006    | Szabó Vilmosné      | független    | Időközi választás: 2005. január 30.    |
| 2006–2010    | Szeverényi Attiláné | független    |                                        |
| 2010–2014    | Szeverényi Attiláné | Fidesz-KDNP  |                                        |
| 2014–2019    | Szeverényi Attiláné | Fidesz-KDNP  |                                        |
| 2019–2024    | Szeverényi Attiláné | Fidesz-KDNP  |                                        |
| 2024–        | Szeverényi Attiláné | Fidesz-KDNP  |                                        |

A településen 2005. január 30-án időközi polgármester-választást (és képviselő-testületi választást) tartottak, az előző képviselő-testület önfeloszlatása miatt. A választáson az addigi polgármester is elindult és meg is nyerte azt: a jelöltek aránylag nagy száma ellenére [hatan indultak a posztért] kis híján megszerezte a szavazatok abszolút többségét, egy híján kétszeres szavazatszámmal legyőzve még a második helyezettet is.

## Népesség
A település népességének változása:
| Lakosok száma | 314  | 295  | 246  | 246  | 259  | 274  | 268  |
|               | 2013 | 2014 | 2019 | 2021 | 2022 | 2023 | 2024 |

2001-ben a település lakosságának 73%-a magyar, 23%-a szlovák, 2%-a német és 2%-a szlovén nemzetiségűnek vallotta magát.
A 2011-es népszámlálás során a lakosok 87%-a magyarnak, 0,3% cigánynak, 1,5% németnek, 0,3% szerbnek, 25,1% szlováknak, 0,3% szlovénnek mondta magát (12,7% nem nyilatkozott; a kettős identitások miatt a végösszeg nagyobb lehet 100%-nál). A vallási megoszlás a következő volt: római katolikus 17,2%, református 2,1%, evangélikus 12,7%, felekezeten kívüli 34,4% (31,1% nem nyilatkozott).
2022-ben a lakosság 92,3%-a vallotta magát magyarnak, 27% szlováknak, 0,4% románnak, 0,4% ruszinnak, 3,1% egyéb, nem hazai nemzetiségűnek (7,7% nem nyilatkozott; a kettős identitások miatt a végösszeg nagyobb lehet 100%-nál). Vallásuk szerint 13,5% volt római katolikus, 8,9% evangélikus, 4,2% református, 1,5% görög katolikus, 1,2% egyéb katolikus, 27,4% felekezeten kívüli (43,2% nem válaszolt).

## Nevezetességek
- Beliczey-kastély: A kastélyt a Beliczey-család építette 1870 körül klasszicista stílusban. Az épületet egytornyos, szecessziós villává bővítették az 1910-es években. A kastély egy 500 holdas, külső majorsággal rendelkező birtok része volt. A mai kövesúttól egészen az épületig téglával kirakott bejárót létesítettek, amit két oldalt fasor szegélyezett. Sajnos a kovácsoltvas kapu eltűnt, és a cselédházakat is lebontották. A 90-es évek végén tűntek el az akkor még lakható állapotban lévő, utolsó házacskák. A  kastély mögött még ma is megtalálható a napjainkban is üzemképes fürdőmedence.
- A kastélypark egykori 9 hektáros területe mára mindössze 2 hektárnyira zsugorodott, de az itt élő faritkaságok révén védelem alá került a terület. A park különlegességeknek ad otthont: az évszázados kocsányos tölgyek és a hatalmas erdei fenyő mellett találhatók itt 100 évnél idősebb akácfák, vadgesztenyék, hársfák, juharfák, csakúgy mint a ritkaságszámba menő „vadnarancsfa” (narancseperfa) is. Megcsodálhatjuk a nyugati tuja egy szomorú változatát, a több mint 120 éves szomorú törpetuját, más néven esernyőfát, ami nem csak e park különlegessége, hanem egész Békés vármegyéé: az egész megyében fajtájának egyetlen képviselője.
- Beliczey kapu: A nagy múltú családról – amely két főispánt is adott a vármegyének – elnevezett emlékkapu. A nemesi oklevelet 1642-ben III. Ferdinánd adományozta a családnak, akik az 1740-es években települtek Békés vármegyébe.
- Harangláb: Építését még az önállósodás előtt elhatározták. A Szelekovszky László fafaragómunkájával elkészült 7,5 méter magas harangláb 1936-ban, Sopronban öntött, majd a kismegyeri iskolában őrzött harangját 1994. október 22-én szentelték fel.
- Horgásztó: A kitermelés megszűnése után igazi horgászparadicsomként született újjá az egykori homokbánya.
- Milleneumi emlékpark: A park az önkormányzat udvarában kapott helyet. A településen felállított kopjafák kivétel nélkül Szelekovszky László fafaragó keze munkáját dicsérik, melyek amellett, hogy szépek, Csabaszabadi történelmének egy-egy emlékét őrzik, 1997-ben például a település címerének megszületésének alkalmából állíttattak egyet, 2006-ban az ’56-os hősök emlékére, valamint a település önállóvá válásának 15-ik évfordulója alkalmából. 2007-ben az első tót családok betelepítésének 295-ik évfordulójára „őseink emlékére” címmel kapott a falu egy emlékkövet, testvértelepülése, Várkút lakóitól. 2008-ban az 1848-as forradalom emlékének szentelt kopjafát a falu.
- A Zsíros-hagyaték: A Zsíros házaspár Csabaszabadiban tanított egészen az iskola megszűnéséig (1973). Az ő tevékenységük tette elismert intézménnyé az egykori tanyasi iskolát. Fáradhatatlanul szervezték az üdüléseket, versenyekre kísérték diákjaikat, igazgatták a helyi úttörő csapatot. Tanítványaik sok díjat  hoztak haza rangos tanulmányi versenyekről. Diákjaik ma is szeretettel emlegetik Misi bácsit és feleségét, annak ellenére, hogy már mindketten eltávoztak. A rengeteg képet és egyéb dokumentumot felölelő hagyatékot fiuk, Zsíros Mihály bocsátotta községünk rendelkezésére. Az egykori diákok közül is sokan juttatták el a birtokukban lévő fényképeket, negatívokat, régi osztályképeiket.
- Tanyai tanítók emlékfala
- Hármashatár-halom: A Csabaszabadi, Csanádapáca és Medgyesbodzás határában álló Hármashatár-halom tetején, a földből nagyjából 30 cm-re kilátszó kő a történelmi vármegyék, Arad, Békés és Csanád vármegye közös határát jelzi. Az emlékoszlopot Szelekovszky László készítette egy akácfa törzséből. A Hármashatár-halom jellegzetes kunhalom. Növénytakarójának jellegzetes faja a taréjos búzafű, amely tömegesen csak itt fordul elő.
- Almalekvár: Mára az almanap keretében hagyománnyá vált az almalekvár készítése, amelyet helyben a szokásoknak megfelelően üstben, sűrűn keverve főznek készre. Ezután felcímkézett kis üvegekbe töltve ajándékozzák a látogatóknak, akik örömmel fogadják a széles körben elismert Csabaszabadiban készült almalekvárt.
- A kisvasút emléktáblája az egykori állomásépületen: 1894-ben nyílt meg a vonal első szakasza Alföldi Első Gazdasági Kisvasút  néven Mezőkovácsháza és Kupapuszta között. A századfordulóig csak a környező birtokok terményeit szállították a vasúton, egészen a Mezőkovácsháza–Csaba közforgalmú szakasz 1899-es megnyitásáig. A II. világháborús bombázások alatt a pálya és a szerelvények súlyos károkat szenvedtek, a vállalat csődöt jelentett. 1945 decemberétől a MÁV üzemeltette a vonalakat MÁV Alföldi kisvasút néven. Az 1960aas évek végén a forgalom mindinkább közútra terelődése a vasút végét jelentette, a hálózat felbontása 1971-re fejeződött be.
- A régi posta emléktáblája a volt kis-posta épületén: Csabaszabadiban a II. világháború idején nyitott meg a posta Beliczey major néven, majd Csabaszabadi pályaudvar lett. 1973–ban, amikor a települést Békéscsabához csatolták, a bélyegzőre Békéscsaba–Csabaszabadi felirat került. A posta a kezdetektől a vasútállomással közös épületben működött. Eleinte a vasútállomáson dolgozók végezték a postai feladatokat, míg az egyre erősödő forgalom szükségessé tette egy postamester kinevezését. Az elkövetkezendő több mint 50 évben többen is betöltötték e tisztséget, annak ellenére, hogy a posta az 1990-es évek elején eladta az épületet. A postahivatal ezután az önkormányzat épületében kapott helyet, egészen 2004-es megszűnéséig.

## Rendezvényei
- Almanap
- Kistelepülésen a biztonságért
- Ingyenes játszóház